# Hypertelis
Hypertelis là một chi gồm các loài thực vật có hoa nằm trong họ Molluginaceae, được E.Mey. ex Fenzl mô tả đầu tiên năm 1836.

## Các loài
Chi này bao gồm 5 loài. Danh sách dưới đây chỉ lấy loài H. spergulacea trong danh sách loài của The Plant List, 4 loài còn lại lấy theo Thulin et al. (2016) :
- Hypertelis spergulacea E. Mey. ex Fenzl, 1839
- Hypertelis fragilis (Wawra) Thulin, 2016 (đồng nghĩa: Mollugo fragilis Wawra, 1860)
- Hypertelis umbellata (Forssk.) Thulin, 2016 (đồng nghĩa: Pharnaceum umbellatum Forssk., 1775; Mollugo umbellata (Forssk.) Ser., 1824; Mollugo cerviana var. spathulifolia Fenzl, 1836; M. spathulifolia (Fenzl) Dinter, 1923)
- Hypertelis walteri (Friedrich) Thulin, 2016 (đồng nghĩa: Mollugo walteri Friedrich, 1955; M. cerviana var. walteri (Friedrich) Adamson, 1957)
- Hypertelis cerviana (L.) Thulin, 2016 (đồng nghĩa: Pharnaceum cerviana L., 1753)

## Chuyển đi
Các loài liệt kê trong danh sách của The Plant List (2012) kể từ năm 2014 được chuyển sang chi Kewa.
- Hypertelis angrae-pequenae Friedrich, 1955 = Kewa angrae-pequenae (Friedrich) Christenh., 2014
- Hypertelis arenicola Sond., 1860 = Kewa arenicola (Sond.) Christenh., 2014
- Hypertelis bowkeriana Sond., 1860 = Kewa bowkeriana (Sond.) Christenh., 2014
- Hypertelis caespitosa Friedrich, 1955 = Kewa caespitosa (Friedrich) Christenh., 2014
- Hypertelis salsoloides (Burch.) Adamson, 1957 = Kewa salsoloides (Burch.) Christenh., 2014
- Hypertelis trachysperma Adamson, 1946 = Kewa trachysperma (Adamson) Christenh., 2014